# Baraived (Venezuela)
Pour les articles homonymes, voir Baraived.
Baraived est la capitale de la paroisse civile de Baraived de la municipalité de Falcón de l'État de Falcón au Venezuela.